# Mutarrifiyya
Mutarrifiyya fou una secta zaidita del Iemen, que pren el seu nom de Mutàrrif ibn Xihab ibn Amr aix-Xihabí, mort molt vell vers 1067.
El seu moviment era quietista i seguia els ensenyament de l'imam Al-Qàssim ibn Ibrahim i els seus fills, i d'altres antics imams. Mutàrrif va fundar un establiment a Sanà. Quan aquesta ciutat fou abandonada sota pressió del sulàyhida Saba ibn Àhmad (entre 1088 i 1098) el successor del fundador, Ibrahim ibn Abi-l-Hàytham va fundar un nou establiment o hidjra (hijra = enclavament protegit) a Wàqaix, al sud-oest de Sanà. Fou destruïda per l'imam Al-Mansur Abd-Al·lah ibn Hamza el 1214/1215. Ja llavors s'havien fundat diversos establiments arreu del Iemen però quasi tots foren destruïts per l'imam i la secta va entrar en decadència i es va extingir al segle xv.